# Audrey Wasilewski
Audrey Wasilewski (Maryland, 25 juni 1967) is een Amerikaanse actrice en stemactrice.

## Biografie
Wasilewski studeerde af aan de Katholieke Universiteit van Amerika in Washington D.C..
Wasilewski begon als stemactrice in 1994 als Engelse stem in de animatiefilm Pom Poko. Hierna heeft zij nog in meer dan 190 rollen gespeeld in films, televisieseries en videospellen.

## Filmografie

### Films
Selectie:
- 2022 Doctor Strange in the Multiverse of Madness - als ziel van de vervloekte (stem)
- 2022 Everything Everywhere All at Once - als Alpha RV agent
- 2018 Hotel Transylvania 3 - als stem
- 2015 Hotel Transylvania 2 - als diverse stemmen
- 2013 Star Trek Into Darkness – als stem
- 2010 RED – als zakenvrouw
- 2009 Garfield's Pet Force – als Arlene / Starlena (stemmen)
- 2008 Seven Pounds – als verpleegster
- 2007 Garfield Gets Real – als Arlene / Zelda / Betty (stemmen)
- 2007 Evan Almighty – als staflid
- 2007 Year of the Dog – als Audrey
- 2006 Barnyard – als stem
- 2006 The Wild – als stem
- 2005 Family Guy Presents Stewie Griffin: The Untold Story – als stem
- 2005 Miss Congeniality 2: Armed & Fabulous – als moeder in bank
- 2004 The Clearing – als Lisa
- 2003 Something's Gotta Give – als verpleegster in Hampton
- 2002 The Adventures of Pluto Nash – als serveerster
- 2000 What Women Want – als secretaresse
- 2000 Scooby-Doo and the Alien Invaders – als Laura (stem)
- 1999 She's All That – als studente
- 1998 Gia – als receptioniste van Wilhelmina
- 1994 Pom Poko - als Engelse stem

### Televisieseries
Selectie:
- 2022-2023 Alice's Wonderland Bakery - als Dinah (stem) - 25 afl.
- 2022-2023 Monster High - als diverse stemmen - 7 afl.
- 2019-2021 Infinity Train - als Cow Creamer / Megan Olsen (stemmen) - 6 afl.
- 2020-2021 Good Girls - als Jenny - 2 afl.
- 2020 Homecoming - als Donna Posenaz - 2 afl.
- 2018 My Dead Ex - als Mary Bloom - 4 afl.
- 2017-2018 Miles from Tomorrowland - als miss Baker - 6 afl.
- 2014-2016 Breadwinners – als Rambamboo – 15 afl.
- 2012 Southland – als dokter – 2 afl.
- 2010-2011 Sym-Bionic Titan – als Barb (stem) – 3 afl.
- 2006-2011 Big Love – als Pam Martin – 21 afl.
- 2008-2010 Mad Men – als Anita Olson Respola – 7 afl.
- 2006-2007 Family Guy – als Mia Farrow (stem) – 3 afl.
- 2003-2007 My Life as a Teenage Robot – als Tuck (stem) – 17 afl.
- 2005 Close to Home – als Pam – 2 afl.
- 2001 State of Grace – als zuster Margaret – 2 afl.
- 1998 Push – als Gwen Sheridan – 8 afl.

### Computerspellen
Selectie:
- 2019 Kingdom Hearts III - als stem
- 2017 Horizon Zero Dawn - als Laura Vogel
- 2016 Skylanders: Imaginators - als Stealth Elf
- 2015 Lego Dimensions - als E.T. the Extra-Terrestrial
- 2015 Fallout 4 - als Alexis Combes / Darcy Pembroke
- 2015 Skylanders: SuperChargers - als Stealth Elf
- 2014 Skylanders: Trap Team - als Stealth Elf
- 2013 Skylanders: Swap Force - als Stealth Elf
- 2013 Disney Infinity - als stem
- 2012 Skylanders: Giants – als Stealth Elf
- 2012 Guild Wars 2 – als Paga Plaguesworld
- 2012 Epic Mickey 2: The Power of Two – als Ortensia
- 2011 Batman: Arkham City – als verpleegster Fiona Wilson
- 2011 Gears of War 3 – als stem
- 2011 L.A. Noire – als Jennifer Horgan
- 2010 Epic Mickey – als Ortensia
- 2009 The Saboteur – stem
- 2009 Dragon Age: Origins – als Nesiara / beroofde elf
- 2008 Tom Clancy's EndWar – als stem
- 2008 Fallout 3 – als Tulip / Greta / Carol
- 2006 Guild Wars Factions – als stem
- 2005 Kingdom Hearts II – als Engelse stem
- 2005 Jade Empire – als stem
- 2002 Kingdom Hearts – als Terk

- Gemeinsame Normdatei: 1222457423
- International Standard Name Identifier: 0000 0001 0758 887X
- Library of Congress Control Number: no2010180734
- MusicBrainz: 895dbb93-b759-4927-ba9a-3ba3950acbe2
- Virtual International Authority File: 160240994
- WorldCat: E39PBJqQyKHFRrkkKhhcgKth73